# Tal til mig (film)
 For alternative betydninger, se Tal til mig. (Se også artikler, som begynder med Tal til mig)
Tal til mig er en dokumentarfilm fra 2007 instrueret af Anne Katrine Talks, der også har skrevet manuskriptet.

## Handling
Tal til mig er en dokumentarfilm om to søstre; den ene hørende og den anden døv. Karen er født døv, og tegnsprog er hendes modersmål. Hun har et meget tæt forhold til sin hørende søster, Katrine, der også er filmens instruktør. Gennem deres opvækst har Katrine været Karens talerør til den hørende verden. Karen har en søn på knap tre år, som er hørende. Da han begynder at tale, bliver de to søstres forhold sat på prøve. Oskar appellerer til den hørende Katrine om at få sunget godnatsang, om at dele oplevelser af musik, og at tale sammen, mens Karen gradvis føler sig afskåret fra disse oplevelser med Oskar. Tal til mig er en film om det at være døv i de hørendes verden og samtidig en fængslende skildring af to søstres nære og komplicerede forhold.